# Hurius vulpinus
Hurius vulpinus är en spindelart som beskrevs av Simon 1901. Hurius vulpinus ingår i släktet Hurius och familjen hoppspindlar. Inga underarter finns listade i Catalogue of Life.